# Tromboksany

tromboksan A2 (TXA_{2})

tromboksan B2 (TXB_{2})

Tromboksany (łac. thrombus – zakrzep; w skrócie TX) – jedna z biologicznie czynnych substancji zaliczanych do eikozanoidów. Produkowana jest z kwasu arachidonowego przez cyklooksygenazę. Powodują m.in. agregację trombocytów i skurcz naczyń krwionośnych.
Tromboksany różnią się od prostaglandyn charakterem pierścienia. Pierścień tromboksanów jest sześcioczłonowy i zawiera dodatkowo atom tlenu.
Wyróżniamy 2 postacie tromboksanów:
- A
- B